# Тимеа Бачински
Тимеа Бачински (мађ. Tímea Bacsinszky; рођена 8. јуна 1989. у Лозани) швајцарска је тенисерка. Највећи успех постигла је у током 2015. и 2016. када се налазила међу 10 најбољих тенисерки на ВТА листи. Највиши пласман у појединачној конкуренцији јој је 9. место, на које се попела 16. маја 2016.
У каријери је освојила четири ВТА турнира, уз три изгубљена финала, у појединачној и пет турнира, уз још толико изгубљених финала, у конкуренцији парова. Од гренд слем турнира најбоље резултате остварила је на Ролан Гаросу, пошто је у два наврата стизала до полуфинала. Први пут 2015, када је изгубила од Серене Вилијамс и други пут 2017 када је од ње била боља Јелена Остапенко. Оба пута је губила од каснијих шампионки. Најбољи резултат на Вимблдону, остварила је 2015. када је стигла до четвртфинала.
На турнирима из највише премијер категорије, најбољи резултат постигла је у Пекингу, где је 2015. стигла до финала у ком је изгубила од Гарбиње Мугурузе. Уласком у финале Пекинга, Бачински је постала прва Швајцаркиња која се нашла међу 10 најбољих тенисерки света, још од Мартине Хингис из 2007.
У пару са Мартином Хингис је освојила сребрну медаљу на Олимпијским играма 2016. у Риу де Жанеиру. Представљајући Женску тениску репрезентацију Швајцарске, два пута је стизала до полуфинала Фед купа. Однос победа и пораза у мечевима Фед купа јој је 28:22.

## Приватни живот
Бачински је рођена 1989. у Лозани. Њен отац, Игор, је некадашњи тренер из Румуније. Мајка, Сузана, је зубарка из Мађарске. Оба родитеља су јој мађарског порекла.  Има брата, Данијела, који је наставник музике и члан рок бенда The Evpatoria Report, и две сестре, Софи (музичарка) и Мелинду. Детињство је провела у Санту Мареу, у Румунији.
Тенис је почела да тренира са 5 година на наговор оца, који је сматрао да је желео да Тимеа оствари успех већ на дечијим турнирима. Једном приликом, Бачински је изјавила да је озбиљно замерила оцу што ју је терао да се бави тенисом и да се отуђила од њега након што се развео од њене мајке, али да је у међувремену развила страст према такмичарском тенису. Тениски идол била јој је Моника Селеш.

## Тениска каријера

### 2003—2006. Почеци
Током јуниорске каријере стизала је до три полуфинала гренд слемова. Први пут стигла то јој је пошло за руком на Аустралијан Опену 2004. Тада је од ње била боља Шахар Пер. Исте године понавља овај успех на Ролан Гаросу, где је у борби за финале зауставља Мадалина Гојнеа. Коначно, на Аустралијан Опен 2005, у полуфиналу губи од Викторије Азаренке.
У периоду 2003. и 2004. године освојила је 3 ИТФ турнира из ниже и средње категорије. Године 2005. имала је свој деби за Репрезентацију Швајцарске, када је донела оба бода свом тиму. Направила је изненађење победивши знатно искуснију и боље рангирану Мартину Суху.
Свој пробој на ВТА тур имала је 2006. када је као квалификанткиња на турниру 1. категорије у Цириху, направила велико изненађење избацивши 15. тенисерку света, Анастасију Мискину, а одмах затим и 17. Франческу Скјавоне. У четвртфиналу губи од трећерангиране Марије Шарапове. Овај резултат поправио јој је пласман на ВТА листи за више од 50 места, и приближио је уласку међу 100 најбољих.

### 2007—2010. Пробој међу 100 најбољих, прва ВТА титула
Деби у главном жребу гренд слем турнира, Бачински је имала на Ролан Гаросу 2007. У првом колу је направила изненађење и победила Ђе Џенг, али у другом губи од Скјавоне у два тесна сета. Победом у првом колу и квалификацијама, Бачински је обезбедила додатних 90 бодова и тако по први пут ушла међу 100 најбољих на ВТА листи.  На Ју-Ес Опену исте године убедљиво губи у 1. колу од 7. носитељке Нађе Петрове. Захваљујући специјалној позивници организатора, поново се нашла у главном жребу турнира у Цириху, али губи већ у 1. колу од 25. тенисерке света, Аљоне Бондаренко. Због неодбрањеног четвртфинала од прошле године, Бачински пада за више од 30 места на листи и сезону завршава на 120. месту.
Њен пласман на ВТА листи се значајно поправио током 2008. Успела је да се пласира у главни жреб Аустралијан Опена и прође прво коло. У другом колу губи неизвестан меч од Сање Мирзе са 1:6, 6:4, 5:/. За Бачински је посебно било важно учешће на турниру 2. категорије у Антверпену. После проласка кроз квалификације, састала се у четвртфиналном мечу против 8. тенисерке на ВТА листи, Данијеле Хантухове. Словакиња јој је предала меч, при вођству Бачински од 4:1 у трећем сету, те она тако долази до своје прве победе над тенисеркама из првих 10 на ВТА листи. У полуфиналу успела је да узме први сет актуелном светском „броју 1”, Жистин Енан, али губи наредна два, за коначних 6:2, 3:6, 3:6. Након тога, на турниру 3. категорије у Стразбуру, успела је да победи неколико високорангираних тенисерку, укључујући Јелену Докић и Аљону Бондаренко. У мечу за финале губи од Анабел Медине Гаригес у два сета.
На Ролан Гаросу и Вимблдону стиже до других кола, у којима губи од Пати Шнидер и Јелене Дементјеве. После победа над Вирџинијом Разано и Латишом Чан у првим колима Ју-Ес Опена, Бачински је себи по први пут обезбедила пласман међу 50 најбољих. У трећем колу губи од седме тенисерке света, Динаре Сафине у 3 сета. Годину завршава на 53. месту ВТА листе, иако јој је најбољи пласман током сезоне био 48. позиција.
Прва половина 2009. пролази без већих успеха за Бачински, те она веома брзо бележи велики пад и испада из првих 100 на ВТА листи. Због тога, поново мора да игра квалификације за све веће турнире. Први значајан резултат постиже на међународном турниру у Прагу. После победа над Магдаленом Рибариковом, Стефани Фегеле и Карлом Суарез Наваро губи у полуфиналу од 1. носитељке, Франческе Скјавоне. Исти успех поновила је на турниру у Истанбулу. У четвртфиналу је направила изненађење и поразила Уршулу Радвањску са 6:0, 6:1, што је уједно њена најубедљивија победа над неком тенисерком у досадашњој каријери. У полуфиналу губи од Рускиње Вере Душевине.
У октобру 2009. Бачински долази до своје прве ВТА титуле, на турниру у Луксембургу. На путу до трофеја Бачински је редом побеђивала: Џули Колин, Катарину Среботник, Роберту Винчи, Јанину Викмајер и коначно у финалу Забине Лизики са 6:2, 7:5.
Титулом у Луксембургу, Бачински је освојила нових 280 ВТА бодова и поново значајно напредовала на листи. Сезону је завршила на 54. позицији ВТА листе.
У 2010. Бачински наставља у сличној форми и постиже сличне резултате. Први већи успех на турнирима из највише премијер мандатори категорије, постиже на Отвореном првенству Мајамија. Приредила је велико изненађење победивши 8. носитељку, На Ли са 6:4, 4:6, 7:6 у другом колу. У трећем колу била је боља од Полоне Херцог, док у мечу за четвртфинале губи од Јанине Викмајер са убедљивих 0:6, 1:6.
До другог ВТА финала, Бачински долази у Нирнбергу. У борби за трофеј губи од Јулије Гергес са 1:6, 4:6. Гергесовој се реванширала у првом колу Пекинга, а након тога са истог турнира избацила Викторију Азаренку и Јелену Веснину, да би је у четвртфиналу зауставила Шахар Пер. Овим резултатом Тимеа долази до 37. позиције на ВТА листи.
Током 2010. Бачински је освојила 3 ВТА турнира у конкуренцији парова и пробила се међу 100 најбољих.

### 20011—2014. Повреда стопала и велики пад
У пролеће 2011. Бачински је претрпела тешку повреду стопала. Како би се опоравила, била је приморана да се повуче са свих турнира почев од Отвореног првенства Мајамија, па до краја сезоне. Пауза од 10 месеци изазвала је вртоглав пад и Бачински се у тренутку повратка нашла ван првих 300 на ВТА листи.
На терен се вратила у фебруару 2012, представљајући Репрезентацију Швајцарске у мечу Фед купа, против Аустралије. Очекивано је изубила свој меч против 5. тенисерке света, Саманте Стосур. Искористила је заштићени ренкинг да се појави у главном жребу на неколико већих турнира. Пошто је једину победу остварила у Индијан Велсу против Ен Кеотавонг, веома брзо је спала на поновно играње ИТФ турнира.
Имала је прилику да искористи заштићени ренкинг и наступи на Олимпијским играма у Лондону, али се одлучила да их прескочи из личних разлога. Пошто су неуспеси наставили да се нижу, а пласман на ВТА листи да пада све ниже и ниже, Тимеа је донела одлуку да престане да се бави тенисом. Почела је да ради по ресторанима и кафићима док се спремала да упише школу хотелијерски менаџмент.
У мају 2013, Бачински је добила мејл којим је обавештена да испуњава услове да се такмичи у квалификацијама за Ролан Гарос, који се одржавао за пар дана. Без икакве припреме, узела је неколико слободних дана на послу и одвезла се од Лозане до Париза. Изгубила је свој први меч против Канађанке Шерон Фичман, али јој се вратила страст за такмичењем и одлучила је да се врати професионалном игрању тениса. Убрзо је унајмила Димитрија Завијалова, бившег тренера Станисласа Вавринке, и са њим озбиљно почела да ради на свом повратку у светски тениски врх.
Као бивша шампионка Луксембурга, добила је специјалну позивницу за учешће у главном жребу турнира. Губи у 1. колу од 12. на листи, Слоун Стивенс.
У 2014. годину, Бачински улази као 240. тенисерка света. Са неколико финала и освојених ИТФ турнира веома брзо поправља свој пласман и враћа се на ВТА тур. На турниру у Есторилу, после успешно преброђених квалификација побеђује 3. носитељку Саманту Стосур резултатом 6:4, 6:0. На Ролан Гаросу такође пролази квалификације и стиже до 2. кола у ком губи од Карле Суарез Наваро у три тесна сета. На Вимблдону стиже корак даље, пошто је у 3. колу зауставља 5. тенисерка света, Марија Шарапова. Победама у првим колима грен слемова, Бачински обезбеђује себи повратак међу 100 најбољих.
Турнир који јој доноси прекретницу у каријери је Отворено првенство Вухана 2014. У прва два кола побеђује Фегеле и Макарову, али право изненађење прави у 3. колу када у 2 сета избацује 4. тенисерку света, Марију Шарапову. У четвртфиналу је пружила добар отпор Каролини Возњацки и узела јој први сет, али Данкиња добија наредна два за коначних 6:4, 2:6, 3:6. Успехом на турниру у Вухану, Бачински се поново пробија међу 50 најбољих. Две недеље касније, у Луксембургу осваја своју четврту ВТА титулу у конкуренцији парова.
Сезону завршава на 48. позицији ВТА листе.

### 2015. Улазак међу 10 најбољих, најуспешнија сезона
Сезона 2015. била је најуспешнија за Бачински. Тада је по први пут ушла међу 10 најбољих на свету и стигла до полуфинала гренд слема.
Већ на првом турниру, у Шенџену постиже велики успех. У четвртфиналу избацује Веру Звонарјову, а затим у полуфиналу 4. тенисерку света, Петру Квитову. У мечу за титулу губи од трећепласиране, Симоне Халеп. Са добрим резултатима наставља и на Аутралијан Опену. У првом колу прави ново изненађење и избацује 15. носитељку и бившег светског броја 1, Јелену Јанковић. У трећем колу је зауставља Гарбиње Мугуруза.
Наступила је за Швајцарску у мечу Фед купа против Шведске и донела оба бода својој репрезентацији.
У наредне две недеље Бачински је освојила две титуле. Прву  на турниру у Акапулку и другу у Монтереју. Оба пута је у финалу била боља од Каролин Гарсије. На путу до ова 2 трофеја остварила је неколико победа над високорангираним тенисеркама, међу којима су: Сара Ерани, Јанина Викмајер, Уршула Радвањска, Јохана Ларсон и Лесија Цуренко. Са ова два трофеја, Бачински по први пут улази међу 30 најбољих.
Наставља са добрим партијама и на Отвореном првенству Индијан Велса. После победа над Јекатарином Макаровом и Елином Свитолином губи у четвртфиналу од актуелног светског броја 1, Серене Вилијамс, која прекида Тимеин најдужи победнички низ у каријери, од 15 победа.
У мечу плеј-офа за Светску групу 1, Фед купа, нанела је два тешка пораза сестрама Радвањским. Првог дана била је боља од Уршуле Радвањске са 6:2, 6:1, а другог дана још убедљивије победила 9. тенисерку света, Агњешку Радвањску са 6:1, 6:1.
На Роланд Гарос те године, Бачински по први пут долази као једна од носитељки. У трећем колу избацује Медисон Киз, а затим у четвртом прави преокрет против Петре Квитове и пролази у четвртфинале у ком у два сета побеђује Алисон ван Ујтванк. У борби за прво гренд слем финале суочила се са првом тенисерком света, Сереном Вилијамс. Бачински је успела да јој одузме први сет, али Вилијамс прави преокрет и долази до победе. Након достизања четвртфинала Вимблдона, у ком губи од Мугурузе, Бачински се попела на 13. позицију ВТА листе.
Имала је небројено много прилика да се већ током Америчке турнеје пробије међу 10 најбољих, али у њој, Бачински није остварила ни једну једину победу. Међутим, пошто у том делу сезоне није ни бранила много бодова, остала је међу 20 најбољих на ВТА листи.
Бачински је зато искористила своју прилику на Азијској турнеји и достизањем финала премијер мандатори турнира у Пекингу, по први пут улази међу 10 најбољих тенисерки на ВТА листи. Она је тако постала прва Швајцаркиња којој је то пошло за руком још од Мартине Хингис из 2007. На путу до финала Пекинга, у ком је изгубила од Мугурузе, Бачински је победила Камилу Ђорђи, Маријану Дуке-Марињо, Карлу Суарез Наваро, Сару Ерани и Ану Ивановић.
Изгубила је шансу да се у ВТА трци квалификује за Завршно првенство сезоне, пошто се бодови са турнира у Луксембургу (последњи турнир који је пријавила) нису могли рачунати, јер се финале одржавало прекасно. Повукла се са Елитног купа због повреде левог колена, која ју је натерала и да преда меч првог кола у Луксембургу.
Након што се сезона завршила, Бачински је добила награду од Женске тениске асоцијације као тенисерка која је у току године највише напредовала и заузела је 12. позицију на листи.

### 2016. Сребро на Олимпијским играма
На почетку нове сезоне Бачински не остварује значајне резултате. Испада већ у 2. колу Аустралијан Опена и убедљиво губи оба своја меча у 1. колу Фед купа.
Први значајан резултат постиже у Индијан Велсу. После победа над Цветаном Пиронковом и Јуџини Бушард у осмини финала је зауставља Дарија Касаткина. Одмах наредне недеље, на турниру у Мајамију приређује неколко великих изненађења. Прво избацује Ану Ивановић у два сета, потом другу тенисерку света, Агњешку Радвањску, а одмах после ње и пету, Симону Халеп. У мечу за финале губи од Светлане Кузњецове.
До четврте титуле у каријери, Бачински долази на турниру у Рабату, победивши Марину Ераковић у финалу са убедљивих 6:2, 6:1. Победама над Андреом Петковић и Јекатарином Макаровом на старту турнира у Мадриду, Бачински се враћа међу 10 најбољих на ВТА листи. На турниру у Риму стиже до четвртфинала, где губи од Гарбиње Мугурузе. Уласком у четвртфинале, Тимеа је себи обезбедила нових 190 ВТА поена и напредак на 9. позицију листе, која за сада представља и њен најбољи пласман у каријери.
У 4. колу Ролан Гароса побеђује 9. носитељку, Венус Вилијамс, али не успева да одбрани прошлогодишње полуфинале, пошто је у четвртфиналу зауставља Кики Бертенс у два неизвесна сета. На Вимблдону стиже до 3. кола у ком је зауставља Анастасија Пављученкова. Одлучила је да се после траве поново врати на шљаку и пријавила турнир у Гштаду, у родној Швајцарској. Била је постављена за 1. носитељку и стиже до полуфинала у ком поново губи од Бертенс.
Пошто је на старту Олимпијских игара у Рију, као 15. носитељка, претрпела шокантан пораз од Шуај Џанг и пошто се Роџер Федерер повукао са турнира због повреде колена и оставио светског броја 1 у конкуренцији парова, Мартину Хингис, без партнера за мешовите парове, и Бачински и Хингис је конкуренција женских парова престављала једину наду да дођу до медаље. Редом су побеђивале комбинације: Саманта Стосур / Дарија Гаврилова, Бетани Матек-Сандс / Коко Вандевеј и коначно сестре Чан, да би дошле до борби за медаље. У веома контроверзном мечу полуфинала састале су се са чешком комбинацијом Андреа Хлавачкова / Луција Храдецка. При резултату 5:7, 4:5, Чехиње су имале меч лопту, али је Хингис закуцала драјв-волеј право у лице Хлавачкове, која је моментално пала на бетон у сузама. Публика није престајала да скандира против Швајцаркиња, Хлавачкова се вратила на терен, али је њена игра била знатно ослабљена и меч се у потпуности преокренуо у корист Бачински и Хингис, које долазе до победе резултатом 5:7, 7:6, 6:2 и тако обезбеђују медаљу за Швајцарску. Меч је изазвао разноразне коментаре, а након свега Хлавачкова је изјавила да пошто је погледала снимак и видела колико је празног меса било око ње, а имајући у виду да је Хингис једна од најпрецизнијих тенисерки, тај ударац никако није био случајан, те да је желела да дође до медаље и по цену да повреди противницу. Наредног дана Бачински и Хингис наступиле су у финалу против Јелене Веснине и Јекатарине Макарове. Изгубиле су меч резултатом 4:6, 4:6, али су истакле да су обе презадовољне освојеним сребром.
На турнеји у Америци и Азији Бачински бележи лоше резултате и на свим турнирима испада у првим или другим колима, због чега пада на 18. место ВТА листе. Међутим, због солидног првог дела сезоне Бачински успева да се квалификује за ВТА Елитни куп. Распоређена је у групу са Тимеом Бабош и Шуај Џанг. Победа над Бабош и поновни пораз над Џанг нису били довољни за полуфинале.
Сезону завршава на 16. месту ВТА листе, са једном освојеном титулом.

### 2017. Друго полуфинале гренд слема, па нове повреде
Бачински се повукла са прва два турнира у сезони због повреде абдомена. Без припремних турнира, долази на Отворено првенство Аустралије као 12. носитељка. У првом колу је победила Италијанку Камилу Ђорђи, а у другом Црногорку Данку Ковинић. У трећем колу губи неизвестан меч у три сета од 22. носитељке, Дарије Гаврилове.
У четвртфиналном мечу Фед купа против Француске Бачински добија оба своја меча у појединачној конкуренцији, против Кристине Младеновић и Ализе Корне, а затим у пару са Мартином Хингис осваја и трећи поен у конкуренцији парова. Због нове повреде предала је меч првог кола Дохе Путинцевој и повукла се са турнира у Дубаију. Са залеченим повредама вратила се на Отвореном првенству Индијан Велса. У првом колу је била слобода, у другом је победила Монику Никулеску, а у трећем Кики Бертенс са 10:8 у тај-брејку одлучујућег сета. Проблеми са повредом су се вратили током меча 4. кола против Каролине Плишкове, па јој је Бачински предала меч при резултату 1:5 за Плишкову у првом сету. Повлачењем са турнира у Мајамију, Бачински је изгубила 390 поена, пошто је бранила полуфинале, што је проузроковало испадање из првих 20.
На турниру у Мадриду, Бачински је направила велико изненађење избацивши у 1. колу актуелну шампионку Ролан Гароса и 4. тенисерку света, Гарбиње Мугурузу, и то са убедљивих 6:1, 6:1. Међутим, то јој је био једини значајан успех све до другог гренд слема у сезони.
Највећи успех у сезони остварује на Ролан Гаросу, где стиже до свог другог полуфинала. После победа над Венус Вилијамс и Кристином Младеновић, у осмини финала и четвртфиналу, на пут јој стаје 19-годишња Јелена Остапенко, после неизвесног меча у 3 сета.
Због повреде квадрицепса коју је задобила у мечу 3. кола Вимблдона против Агњешке Радвањске, Бачински најављује повлачење са неколико предстојећих турнира. У међувремену, Тимеа задобија и повреду десног зглоба, па одлучује да откаже све турнире до краја сезоне.

### 2018—2020. Поново изван првих 100
Тимеа се на терен враћа у фебруару 2018, на турниру у Санкт Петербургу, као 42. тенисерка света. Међутим, све до средине септембра, бележи црни низ од 10 узастопних пораза, што проузрокује вртоглав пад на 745. место ВТА листе. Поново је принуђена да игра ИТФ турнире, уз евентуалне специјалне позивнице организатора да се појави у главном жребу већих ВТА турнира.
Прву назнаку повратка Бачински показује на међународном турниру у Тјенђину. У четвртфиналу прави изненађење и избацује 11. тенисерку света, Арину Сабаленку резултатом 7:6, 7:6. У полуфиналу губи од прве носитељке, Каролине Плишкове резултатом 2:6, 1:6. До краја сезоне осваја турнир из ниже средње ИТФ категорије у Нанту. На ВТА 125к турниру у Лиможу побеђује Ализе Корне у два убедљива сета, након чега губи од Вере Звонарјове. Сезону 2018. завршава као 241. тенисерка света.
Нову сезону започиње на турниру у Шенџену, али већ на старту губи од 5. носитељке, Марије Шарапове у два сета. Далеко боље се показала на турниру у Сиднеју, где у прва два кола избацује боље рангиране, Анастасију Севастову и Саманту Стосур. У четвртфиналу убедљиво губи од Аљаксандре Саснович.
На старту Отвореног првенства Аустралије прави још једно велико изненађење, пошто избацује 10. тенисерку света, Дарију Касаткину, са убедљивих 6:3, 6:0. Губи у трећем колу од 18. носитељке, Гарбиње Мугурузе.
У априлу поново наступа за Фед куп репрезентацију Швајцарске у мечу против Сједињених Америчких Држава, али не успева да узме ни сет у својим мечевима против Слоун Стивенс и Софије Кенин.
После полуфинала ИТФ турнира више категорије, у Кању на Мору, Тимеин пласман на ВТА листи поново напредује и она се враћа међу 100 најбољих на свету. Након тога, не успева да прође квалификације за Ролан Гарос и испада у првом колу Вимблдона. Повреда леђа проузрокује још један црни низ од седам узастопних пораза и превремени завршетак сезоне у септембру. На крају године, Бачински је заузела 125. место на ВТА листи
Почетком марта, Бачински је путем свог званичног Инстаграм профила објавила да је у међувремену санирала све повреде и да започиње са тренинзима и припремама за повратак на ВТА тур.

## Резултати против тенисерки из најбољих 10
| Тенисерка                           | Резултат | Проценат | Бетон       | Шљака       | Трава     | Тепих      | Последњи меч                                      |
| Тенисерке које су биле на 1. месту  |          |          |             |             |           |            |                                                   |
| Викторија Азаренка                  | 1:0      | 100%     | 1:0         | 0:0         | 0:0       | 0:0        | Победила (6:4, 2:3пред.), Пекинг (2010)           |
| Јелена Јанковић                     | 1:0      | 100%     | 1:0         | 0:0         | 0:0       | 0:0        | Победила (6:1, 6:4), Аустралијан Опен (2015)      |
| Ана Ивановић                        | 2:2      | 50%      | 2:2         | 0:0         | 0:0       | 0:0        | Победила (7:5, 6:4), Мајами (2016)                |
| Венус Вилијамс                      | 2:2      | 50%      | 0:2         | 2:0         | 0:0       | 0:0        | Победила (5:7, 6:2, 6:1), Ролан Гарос (2017)      |
| Анџелик Кербер                      | 1:2      | 33%      | 0:2         | 0:0         | 0:0       | 1:0        | Изгубила (1:6, 3:6), Фед куп (2016)               |
| Симона Халеп                        | 1:3      | 25%      | 1:2         | 0:1         | 0:0       | 0:0        | Изгубила (2:6, 3:6), Мадрид (2016)                |
| Каролина Плишкова                   | 1:3      | 25%      | 0:2         | 1:1         | 0:0       | 0:0        | Изгубила (1:6, 5:7), Рим (2017)                   |
| Марија Шарапова                     | 1:3      | 25%      | 1:1         | 0:1         | 0:1       | 0:0        | Изгубила (2:6, 3:6), Мадрид (2015)                |
| Гарбиње Мугуруза                    | 1:5      | 17%      | 0:3         | 1:1         | 0:1       | 0:0        | Изгубила (6:7(5:7), 2:6), Аустралијан Опен (2019) |
| Жистин Енан                         | 0:1      | 0%       | 0:1         | 0:0         | 0:0       | 0:0        | Изгубила (6:2, 3:6, 3:6), Антверпен (2008)        |
| Динара Сафина                       | 0:1      | 0%       | 0:1         | 0:0         | 0:0       | 0:0        | Изгубила (6:3, 5:7, 2:6), Ју-Ес Опен (2008)       |
| Серена Вилијамс                     | 0:3      | 0%       | 0:1         | 0:2         | 0:0       | 0:0        | Изгубила (6:4, 3:6, 0:6), Ролан Гарос (2015)      |
| Каролина Возњацки                   | 0:4      | 0%       | 0:4         | 0:0         | 0:0       | 0:0        | Изгубила (6:4, 2:6, 3:6), Вухан (2014)            |
| Тенисерке које су биле на 2. месту  |          |          |             |             |           |            |                                                   |
| Петра Квитова                       | 2:0      | 100%     | 1:0         | 1:0         | 0:0       | 0:0        | Победила (2:6, 6:0, 6:3), Ролан Гарос (2015)      |
| Анастасија Мискина                  | 1:0      | 100%     | 1:0         | 0:0         | 0:0       | 0:0        | Победила (6:3, 6:3), Цирих (2006)                 |
| Агњешка Радвањска                   | 2:1      | 67%      | 2:0         | 0:0         | 0:1       | 0:0        | Изгубила (6:3, 4:6, 1:6), Вимблдон (2017)         |
| На Ли                               | 1:1      | 50%      | 1:0         | 0:1         | 0:0       | 0:0        | Победила (6:4, 4:6, 7:6(7:3)), Мајами (2010)      |
| Вера Звонарјова                     | 1:1      | 50%      | 1:1         | 0:0         | 0:0       | 0:0        | Победила (3:2пред.), Шенџен (2015)                |
| Светлана Кузњецова                  | 0:4      | 0%       | 0:4         | 0:0         | 0:0       | 0:0        | Изгубила (2:6, 6:3, 2:6), Синсинати (2016)        |
| Тенисерке које су биле на 3. месту  |          |          |             |             |           |            |                                                   |
| Елина Свитолина                     | 1:0      | 100%     | 1:0         | 0:0         | 0:0       | 0:0        | Победила (4:6, 6:1, 6:1), Индијан Велс (2015)     |
| Јелена Дементјева                   | 0:1      | 0%       | 0:0         | 0:0         | 0:1       | 0:0        | Изгубила (6:4, 3:6, 3:6), Вимблдон (2008)         |
| Нађа Петрова                        | 0:1      | 0%       | 0:1         | 0:0         | 0:0       | 0:0        | Изгубила (3:6, 1:6), Ју-Ес Опен (2007)            |
| Слоун Стивенс                       | 0:3      | 0%       | 0:2         | 0:0         | 0:1       | 0:0        | Изгубила (2:6, 4:6), Вимблдон (2019)              |
| Тенисерке које су биле на 4. месту  |          |          |             |             |           |            |                                                   |
| Јелена Докић                        | 1:0      | 100%     | 0:0         | 1:0         | 0:0       | 0:0        | Победила (6:4, 6:2), Стразбур (2008)              |
| Каролин Гарсија                     | 2:1      | 67%      | 2:1         | 0:0         | 0:0       | 0:0        | Изгубила (3:6, 1:6), Њу Хејвен (2015)             |
| Саманта Стосур                      | 2:2      | 50%      | 1:1         | 1:1         | 0:0       | 0:0        | Победила (5:7, 6:4, 6:3), Сиднеј (2019)           |
| Франческа Скјавоне                  | 2:2      | 50%      | 2:0         | 0:2         | 0:0       | 0:0        | Победила (6:2, 7:5), Њу Хејвен (2014)             |
| Кики Бертенс                        | 2:3      | 40%      | 2:0         | 0:3         | 0:0       | 0:0        | Изгубила (2:6, 2:6), Мадрид (2017)                |
| Доминика Цибулкова                  | 0:2      | 0%       | 0:2         | 0:0         | 0:0       | 0:0        | Изгубила (1:6, 7:5, 5:7), Мајами (2011)           |
| Тенисерке које су биле на 5. месту  |          |          |             |             |           |            |                                                   |
| Сара Ерани                          | 3:1      | 80%      | 2:0         | 1:1         | 0:0       | 0:0        | Победила (0:6, 6:3, 7:5), Пекинг (2015)           |
| Јуџини Бушард                       | 2:1      | 67%      | 1:0         | 1:1         | 0:0       | 0:0        | Изгубила (6:4, 6-71-7, 4-6), Гштад (2018)         |
| Данијела Хантухова                  | 1:1      | 50%      | 1:1         | 0:0         | 0:0       | 0:0        | Изгубила (7:5, 2:6, 1:6), Ју-Ес Опен (2009)       |
| Јелена Остапенко                    | 0:1      | 0%       | 0:0         | 0:1         | 0:0       | 0:0        | Изгубила (6:74:7, 6:3, 3:6), Ролан Гарос (2017)   |
| Софија Кенин                        | 0:1      | 0%       | 0:1         | 0:0         | 0:0       | 0:0        | Изгубила (3:6, 6:74:7), Фед куп (2019) SF         |
| Тенисерке које су биле на 6. месту  |          |          |             |             |           |            |                                                   |
| Карла Суарез Наваро                 | 3:4      | 47%      | 1:3         | 2:1         | 0:0       | 0:0        | Победила (5:7, 7:5, 6:2), Рим (2016)              |
| Флавија Пенета                      | 0:1      | 0%       | 0:1         | 0:0         | 0:0       | 0:0        | Изгубила (4:6, 1:6), Бризбејн (2008)              |
| Тенисерке које су биле на 7. месту  |          |          |             |             |           |            |                                                   |
| Медисон Киз                         | 1:1      | 50%      | 0:1         | 1:0         | 0:0       | 0:0        | Изгубила (4:6, 3:6), Синсинати (2015)             |
| Роберта Винчи                       | 1:1      | 50%      | 1:0         | 0:1         | 0:0       | 0:0        | Изгубила (3:6, 0:6), Барселона (2010)             |
| Пати Шнидер                         | 0:1      | 0%       | 0:0         | 0:1         | 0:0       | 0:0        | Изгубила (4:6, 6:4, 1:6), Ролан Гарос (2008)      |
| Никол Ваидишова                     | 0:1      | 0%       | 0:0         | 0:1         | 0:0       | 0:0        | Изгубила (3:6, 2:6), Стразбур (2006)              |
| Марион Бартоли                      | 0:2      | 0%       | 0:1         | 0:0         | 0:1       | 0:0        | Изгубила (6:3, 4:6, 1:6), Дубаи (2011)            |
| Тенисерке које су биле на 8. месту  |          |          |             |             |           |            |                                                   |
| Јекатарина Макарова                 | 4:0      | 100%     | 3:0         | 1:0         | 0:0       | 0:0        | Победила (6:4, 5:7, 6:4), Мадрид (2016)           |
| Тенисерке које су биле на 9. месту  |          |          |             |             |           |            |                                                   |
| Андреа Петковић                     | 2:0      | 100%     | 1:0         | 1:0         | 0:0       | 0:0        | Победила (6:4, 2:6, 6:3), Мадрид (2016)           |
| Арина Сабаленка                     | 2:0      | 100%     | 2:0         | 0:0         | 0:0       | 0:0        | Победила (7:67:2, 7:67:5), Тјенђин (2018)         |
| Јулија Гергес                       | 2:1      | 67%      | 1:0         | 0:1         | 1:0       | 0:0        | Победила (6:2, 7:5), Вимблдон (2015)              |
| Тенисерке које су биле на 10. месту |          |          |             |             |           |            |                                                   |
| Кристина Младеновић                 | 3:1      | 75%      | 2:0         | 1:0         | 0:1       | 0:0        | Победила (3:6, 6:4, 6:3), Индијан Велс (2019)     |
| Дарија Касаткина                    | 1:1      | 50%      | 1:1         | 0:0         | 0:0       | 0:0        | Победила (6:3, 6:0), Аустралијан Опен (2019)      |
| Марија Кириленко                    | 0:1      | 0%       | 0:1         | 0:0         | 0:0       | 0:0        | Изгубила (3:6, 1:6), Њу Хејвен (2010)             |
| Укупно                              | 48:67    | 42%      | 32:40 (45%) | 14:20 (41%) | 1:7 (13%) | 1:0 (100%) |                                                   |

## Победе над тенисеркама које су у том тренутку биле међу 10 најбољих
| #    | Противница          | Ранг | Турнир                       | Подлога   | Коло | Резултат            |
| ---- | ------------------- | ---- | ---------------------------- | --------- | ---- | ------------------- |
| 2008 |                     |      |                              |           |      |                     |
| 1.   | Данијела Хантухова  | 8    | Антверпен, Белгија           | Тврда (Д) | ЧФ   | 6:2, 4:6, 4:1 пред. |
| 2010 |                     |      |                              |           |      |                     |
| 2.   | Викторија Азаренка  | 10   | Пекинг, Кина                 | Тврда     | 2К   | 4:6, 3:2 пред.      |
| 2014 |                     |      |                              |           |      |                     |
| 3.   | Марија Шарапова     | 4    | Вухан, Кина                  | Тврда     | 3К   | 7:6(7:3), 7:5       |
| 2015 |                     |      |                              |           |      |                     |
| 4.   | Петра Квитова       | 4    | Шенџен, Кина                 | Тврда     | ПФ   | 6:4, 6:4            |
| 5.   | Јекатарина Макарова | 8    | Индијан Велс, САД            | Тврда     | 3К   | 3:6, 7:5, 6:4       |
| 6.   | Агњешка Радвањска   | 9    | Фед куп, Пољска              | Тврда (Д) | ОФ   | 6:1, 6:1            |
| 7.   | Петра Квитова       | 4    | Ролан Гарос, Француска       | Шљака     | 4К   | 2:6, 6:0, 6:3       |
| 2016 |                     |      |                              |           |      |                     |
| 8.   | Агњешка Радвањска   | 2    | Мајами, САД                  | Тврда     | 4К   | 2:6, 6:4, 6:2       |
| 9.   | Симона Халеп        | 5    | Мајами, САД                  | Тврда     | ЧФ   | 4:6, 6:3, 6:2       |
| 2017 |                     |      |                              |           |      |                     |
| 10.  | Гарбиње Мугуруза    | 6    | Мадрид, Шпанија              | Шљака     | 1К   | 6:1, 6:3            |
| 2019 |                     |      |                              |           |      |                     |
| 11.  | Дарија Касаткина    | 10   | Аустралијан Опен, Аустралија | Тврда     | 1К   | 6:3, 6:0            |

## Финала

### Појединачно: 7 (4:3)
| Легенда                     |
| --------------------------- |
| Гренд слем турнири (0:0)    |
| Завршна првенства (0:0)     |
| Обавезни и премијер 5 (0:1) |
| Премијер (0:0)              |
| Међународни (4:2)           |

| Финала по подлози   |
| ------------------- |
| Тврда подлога (3:2) |
| Шљака (1:1)         |
| Трава (0:0)         |
| Тепих (0:0)         |

| Исход  | О   | Датум         | Турнир                 | Категорија        | Подлога   | Противница       | Резултат      |
| ------ | --- | ------------- | ---------------------- | ----------------- | --------- | ---------------- | ------------- |
| Победа | 1:0 | октобар 2009. | Луксембург, Луксембург | Међународни       | Тврда (Д) | Забине Лизики    | 6:2, 7:5      |
| Пораз  | 1:1 | јул 2010.     | Бад Гаштајн, Аустрија  | Међународни       | Шљака     | Јулија Гергес    | 1:6, 4:6      |
| Пораз  | 1:2 | јануар 2015.  | Шенџен, Кина           | Међународни       | Тврда     | Симона Халеп     | 2:6, 2:6      |
| Победа | 2:2 | фебруар 2015. | Акапулко, Мексико      | Међународни       | Тврда     | Каролин Гарсија  | 6:3, 6:0      |
| Победа | 3:2 | март 2015.    | Монтереј, Мексико      | Међународни       | Тврда     | Каролин Гарсија  | 4:6, 6:2, 6:4 |
| Пораз  | 3:3 | октобар 2015. | Пекинг, Кина           | Обавезни премијер | Тврда     | Гарбиње Мугуруза | 5:7, 4:6      |
| Победа | 4:3 | април 2016.   | Рабат, Мароко          | International     | Шљака     | Марина Ераковић  | 6:2, 6:1      |

### Женски парови: 10 (5:5)
| Легенда                     |
| --------------------------- |
| Гренд слем турнири (0:0)    |
| Олимпијске игре (0:1)       |
| Завршна првенства (0:0)     |
| Обавезни и премијер 5 (0:0) |
| Премијер (1:0)              |
| Међународни (4:4)           |

| Финала по подлози   |
| ------------------- |
| Тврда подлога (3:2) |
| Шљака (2:3)         |
| Трава (0:0)         |
| Тепих (0:0)         |

| Исход  | О   | Датум         | Турнир                         | Категорија      | Подлога   | Партнерка       | Противнице                            | Резултат              |
| ------ | --- | ------------- | ------------------------------ | --------------- | --------- | --------------- | ------------------------------------- | --------------------- |
| Пораз  | 0:1 | април 2010.   | Барселона, Шпанија             | Међународни     | Шљака     | Татјана Гарбин  | Сара Ерани Роберта Винчи              | 1:6, 6:3, [2:10]      |
| Победа | 1:1 | јул 2010.     | Будимпешта, Мађарска           | Међународни     | Шљака     | Татјана Гарбин  | Сорана Кирстеа Анабел Медина Гаригес  | 6:3, 6:3              |
| Победа | 2:1 | јул 2010.     | Праг, Чешка                    | Међународни     | Шљака     | Tathiana Garbin | Моника Никулеску Агњеш Савај          | 7:5, 7:6(7:4)         |
| Пораз  | 2:2 | јул 2010.     | Бад Гаштајн, Аустрија          | Међународни     | Шљака     | Татјана Гарбин  | Луција Храдецка Анабел Медина Гаригес | 7:6(7:2), 1:6, [5:10] |
| Победа | 3:2 | октобар 2010. | Луксембург, Луксембург         | Међународни     | Тврда (Д) | Татјана Гарбин  | Ивета Бенешова Барбора Стрицова       | 6:4, 6:4              |
| Победа | 4:2 | октобар 2014. | Луксембург, Луксембург         | Међународни     | Тврда (Д) | Кристина Бароис | Луција Храдецка Барбора Крејчикова    | 3:6, 6:4, [10:4]      |
| Пораз  | 4:3 | абгуст 2016.  | Олимпијске игре у Рију, Бразил | Олимпијске игре | Тврда     | Мартина Хингис  | Јекатарина Макарова Јелена Веснина    | 4:6, 4:6              |
| Пораз  | 4:4 | април 2017.   | Бил, Швајцарска                | Међународни     | Тврда (Д) | Мартина Хингис  | Сје Су-веј Моника Никулеску           | 7:5, 3:6, [7:10]      |
| Победа | 5:4 | фебруар 2018. | Санкт Петербург, Русија        | Премијер        | Тврда (Д) | Вера Звонарева  | Аља Кудрјавцева Катарина Среботник    | 2:6, 6:1, [10:3]      |
| Пораз  | 5:5 | јул 2018.     | Гштад, Швајцарска              | Међународни     | Шљака     | Лара Аруабарена | Алекса Гуарачи Десира Кравчик         | 6:4, 4:6, [6:10]      |

## Статистика каријере и успеси на највећим турнирима

### Појединачно
| Турнир                    | 2004                          | 2005                          | 2006                          | 2007                          | 2008                          | 2009                  | 2010                  | 2011                  | 2012                  | 2013                  | 2014                  | 2015         | 2016                  | 2017                  | 2018                  | 2019                  | 2020       | О / У                | Поб:Пор              | %                    |
| ------------------------- | ----------------------------- | ----------------------------- | ----------------------------- | ----------------------------- | ----------------------------- | --------------------- | --------------------- | --------------------- | --------------------- | --------------------- | --------------------- | ------------ | --------------------- | --------------------- | --------------------- | --------------------- | ---------- | -------------------- | -------------------- | -------------------- |
| Гренд слем турнири        |                               |                               |                               |                               |                               |                       |                       |                       |                       |                       |                       |              |                       |                       |                       |                       |            |                      |                      |                      |
| Аустралијан Опен          | Н                             | кв1                           | Н                             | кв3                           | 2К                            | Н                     | 1К                    | 1К                    | Н                     | Н                     | Н                     | 3К           | 2К                    | 3К                    | Н                     | 3К                    | Н          | 0 / 7                | 8:7                  | 53%                  |
| Ролан Гарос               | Н                             | Н                             | Н                             | 2К                            | 2К                            | 2К                    | 2К                    | Н                     | Н                     | кв1                   | 2К                    | ПФ           | ЧФ                    | ПФ                    | Н                     | кв2                   |            | 0 / 8                | 19:8                 | 70%                  |
| Вимблдон                  | Н                             | Н                             | Н                             | 1К                            | 2К                            | 2К                    | 1К                    | Н                     | Н                     | кв2                   | 2К                    | ЧФ           | 3К                    | 3К                    | Н                     | 1К                    |            | 0 / 9                | 11:9                 | 55%                  |
| Ју-Ес Опен                | Н                             | Н                             | Н                             | 1К                            | 3К                            | 2К                    | 1К                    | Н                     | 1К                    | Н                     | 2К                    | 1К           | 2К                    | Н                     | 1К                    | 1К                    |            | 0 / 10               | 5:10                 | 33%                  |
| Поб:Пор                   | 0:0                           | 0:0                           | 0:0                           | 1:3                           | 5:4                           | 3:3                   | 1:4                   | 0:1                   | 0:1                   | 0:0                   | 3:3                   | 11:4         | 8:4                   | 9:3                   | 0:1                   | 2:3                   | 0:0        | 0 / 34               | 43:34                | 56%                  |
| Завршна првенства сезоне  |                               |                               |                               |                               |                               |                       |                       |                       |                       |                       |                       |              |                       |                       |                       |                       |            |                      |                      |                      |
| ВТА првенство             | није се квалификовала         | није се квалификовала         | није се квалификовала         | није се квалификовала         | није се квалификовала         | није се квалификовала | није се квалификовала | није се квалификовала | није се квалификовала | није се квалификовала | није се квалификовала | АЛТ          | није се квалификовала | није се квалификовала | није се квалификовала | није се квалификовала |            | 0 / 0                | 0:0                  | –                    |
| ВТА Елитни куп            | није се одржавао              | није се одржавао              | није се одржавао              | није се одржавао              | није се одржавао              | није се квалификовала | није се квалификовала | није се квалификовала | није се квалификовала | није се квалификовала | није се квалификовала | Н            | ГФ                    | није се квалиф.       | није се квалиф.       | није се квалиф.       |            | 0 / 1                | 1:1                  | 50%                  |
| Наступи за репрезентацију |                               |                               |                               |                               |                               |                       |                       |                       |                       |                       |                       |              |                       |                       |                       |                       |            |                      |                      |                      |
| Олимпијске игре           | Н                             | нису одржане                  | нису одржане                  | нису одржане                  | 1К                            | нису одржане          | нису одржане          | нису одржане          | Н                     | нису одржане          | нису одржане          | нису одржане | 1К                    | нису одржане          | нису одржане          | нису одржане          | отк.       | 0 / 2                | 0:2                  | 0%                   |
| Фед куп                   | Н                             | ОФ                            | СГ2                           | Н                             | Н                             | СГ2                   | Н                     | Н                     | СГ2                   | Н                     | СГ2                   | ОФ           | ПФ                    | ПФ                    | ЧФ                    | ОФ                    |            | 0 / 3                | 20:19                | 51%                  |
| Премијер мандатори        |                               |                               |                               |                               |                               |                       |                       |                       |                       |                       |                       |              |                       |                       |                       |                       |            |                      |                      |                      |
| Индијан Велс              | Н                             | Н                             | Н                             | Н                             | Н                             | 2К                    | 1К                    | 2К                    | 2К                    | Н                     | Н                     | ЧФ           | 4К                    | 4К                    | 1К                    | кв2                   | отк.       | 0 / 8                | 10:8                 | 56%                  |
| Мајами                    | Н                             | Н                             | Н                             | Н                             | кв1                           | 1К                    | 4К                    | 2К                    | Н                     | Н                     | Н                     | Н            | ПФ                    | Н                     | 1К                    | Н                     | отк.       | 0 / 5                | 8:5                  | 62%                  |
| Мадрид                    | није одржаван                 | није одржаван                 | није одржаван                 | није одржаван                 | није одржаван                 | Н                     | кв1                   | Н                     | Н                     | Н                     | Н                     | 1К           | 3К                    | 2К                    | Н                     | Н                     | отк.       | 0 / 3                | 3:3                  | 50%                  |
| Пекинг                    | није био турнир 1. категорије | није био турнир 1. категорије | није био турнир 1. категорије | није био турнир 1. категорије | није био турнир 1. категорије | Н                     | ЧФ                    | Н                     | 1К                    | Н                     | Н                     | Ф            | 2К                    | Н                     | Н                     | Н                     |            | 0 / 4                | 9:4                  | 69%                  |
| Премијер 5                |                               |                               |                               |                               |                               |                       |                       |                       |                       |                       |                       |              |                       |                       |                       |                       |            |                      |                      |                      |
| Дубаи / Доха              | није турнир 1. категорије     | није турнир 1. категорије     | није турнир 1. категорије     | није турнир 1. категорије     | Н                             | Н                     | 1К                    | 2К                    | Н                     | Н                     | Н                     | Н            | 3К                    | Н                     | Н                     | Н                     | Н          | 0 / 3                | 3:3                  | 50%                  |
| Рим                       | Н                             | Н                             | Н                             | Н                             | кв1                           | Н                     | 2К                    | Н                     | 1К                    | Н                     | Н                     | 3К           | ЧФ                    | 3К                    | Н                     | Н                     | отк.       | 0 / 5                | 8:5                  | 62%                  |
| Торонто / Монтреал        | Н                             | Н                             | Н                             | Н                             | Н                             | Н                     | 2К                    | Н                     | Н                     | Н                     | 1К                    | 1К           | Н                     | Н                     | Н                     | Н                     |            | 0 / 3                | 1:3                  | 25%                  |
| Синсинати                 | није турнир 1. категорије     | није турнир 1. категорије     | није турнир 1. категорије     | није турнир 1. категорије     | није турнир 1. категорије     | Н                     | Н                     | Н                     | Н                     | Н                     | кв1                   | 1К           | 3К                    | Н                     | Н                     | Н                     |            | 0 / 2                | 1:2                  | 33%                  |
| Токио / Вухан             | Н                             | Н                             | Н                             | Н                             | Н                             | Н                     | 1К                    | Н                     | Н                     | Н                     | ЧФ                    | Н            | 1К                    | Н                     | Н                     | Н                     |            | 0 / 3                | 3:3                  | 50%                  |
| Статистика каријере       |                               |                               |                               |                               |                               |                       |                       |                       |                       |                       |                       |              |                       |                       |                       |                       |            |                      |                      |                      |
|                           | 2004                          | 2005                          | 2006                          | 2007                          | 2008                          | 2009                  | 2010                  | 2011                  | 2012                  | 2013                  | 2014                  | 2015         | 2016                  | 2017                  | 2018                  | 2019                  | 2020       | О / У                | Поб:Пор              | %                    |
| Играла турнира            | 2                             | 0                             | 3                             | 6                             | 16                            | 11                    | 21                    | 6                     | 6                     | 1                     | 10                    | 16           | 20                    | 9                     | 8                     | 10                    | 0          | Укупно: 145          | Укупно: 145          | Укупно: 145          |
| Освојила турнира          | 0                             | 0                             | 0                             | 0                             | 0                             | 1                     | 0                     | 0                     | 0                     | 0                     | 0                     | 2            | 1                     | 0                     | 0                     | 0                     | 0          | Укупно: 4            | Укупно: 4            | Укупно: 4            |
| Играла финала             | 0                             | 0                             | 0                             | 0                             | 0                             | 1                     | 1                     | 0                     | 0                     | 0                     | 0                     | 4            | 1                     | 0                     | 0                     | 0                     | 0          | Укупно: 7            | Укупно: 7            | Укупно: 7            |
| Поб:пор на тврдој подлози | 0:1                           | 0:0                           | 3:2                           | 0:2                           | 6:8                           | 10:7                  | 9:12                  | 3:5                   | 1:3                   | 0:1                   | 7:8                   | 28:9         | 13:17                 | 7:4                   | 3:7                   | 4:8                   | 0:0        | 3 / 86               | 94:94                | 50%                  |
| Поб:пор на шљаци          | 0:1                           | 1:1                           | 1:2                           | 2:3                           | 6:7                           | 6:3                   | 10:7                  | 0:0                   | 1:4                   | 0:0                   | 3:2                   | 9:4          | 17:4                  | 9:4                   | 0:2                   | 2:3                   | 0:0        | 1 / 45               | 67:47                | 59%                  |
| Поб:пор на трави          | 0:0                           | 0:0                           | 0:0                           | 0:1                           | 1:1                           | 1:1                   | 0:1                   | 0:0                   | 0:0                   | 0:0                   | 1:1                   | 4:1          | 2:2                   | 2:2                   | 0:0                   | 0:1                   | 0:0        | 0 / 11               | 11:11                | 50%                  |
| Поб:пор на тепиху         | 0:0                           | 0:0                           | 0:0                           | 0:0                           | 0:0                           | 0:1                   | 0:1                   | 0:1                   | 0:0                   | 0:0                   | 0:0                   | 0:0          | 0:0                   | 0:0                   | 0:0                   | не постоје            | не постоје | 0 / 3                | 0:3                  | 0%                   |
| Укупно поб:пор            | 0:2                           | 1:1                           | 4:4                           | 2:6                           | 13:16                         | 17:12                 | 19:21                 | 3:6                   | 2:7                   | 0:1                   | 11:11                 | 41:14        | 32:23                 | 18:10                 | 3:9                   | 6:12                  | 0:0        | 4 / 145              | 171:154              | 53%                  |
| Пласман на крају године   | 247                           | 392                           | 121                           | 123                           | 53                            | 54                    | 51                    | 242                   | 185                   | 285                   | 48                    | 12           | 15                    | 39                    | 241                   | 125                   |            | зарадила: $6,665,012 | зарадила: $6,665,012 | зарадила: $6,665,012 |

### Парови
| Турнир             | 2008 | 2009 | 2010 | 2011 | 2012 | 2013 | 2014 | 2015 | 2016 | 2017 | 2018 | 2019 | Поб:Пор |
| ------------------ | ---- | ---- | ---- | ---- | ---- | ---- | ---- | ---- | ---- | ---- | ---- | ---- | ------- |
| Гренд слем турнири |      |      |      |      |      |      |      |      |      |      |      |      |         |
| Аустралијан Опен   | Н    | Н    | 2К   | 2К   | Н    | Н    | Н    | 1К   | Н    | Н    | Н    | 1К   | 2:4     |
| Ролан Гарос        | 2К   | Н    | 1К   | Н    | Н    | Н    | Н    | 2К   | Н    | Н    | Н    | Н    | 2:3     |
| Вимблдон           | 1К   | Н    | 2К   | Н    | Н    | Н    | кв2  | 1К   | Н    | Н    | Н    | 1К   | 1:4     |
| Ју-Ес Опен         | 1К   | 1К   | 3К   | Н    | Н    | Н    | 1К   | 2К   | Н    | Н    | 3К   |      | 5:6     |
| Поб:Пор            | 1:3  | 0:1  | 4:4  | 1:1  | 0:0  | 0:0  | 0:1  | 2:4  | 0:0  | 0:   | 2:1  | 0:2  | 10:17   |

## Носитељка на гренд слем турнирима
| Година | Аустралијан Опен  | Ролан Гарос      | Вимблдон         | Ју-Ес Опен        |
| ------ | ----------------- | ---------------- | ---------------- | ----------------- |
| 2007.  | није се квалиф.   | квалификанткиња  | није носитељка   | није носитељка    |
| 2008.  | квалификанткиња   | није носитељка   | није носитељка   | није носитељка    |
| 2009.  | није учествовала  | није носитељка   | није носитељка   | није носитељка    |
| 2010   | није носитељка    | није носитељка   | није носитељка   | није носитељка    |
| 2011.  | није носитељка    | није учествовала | није учествовала | није учествовала  |
| 2012   | није учествовала  | није учествовала | није учествовала | заштићени ренкинг |
| 2013   | није учествовала  | није се квалиф.  | није се квалиф.  | није учествовала  |
| 2014   | није учествовала  | квалификанткиња  | квалификанткиња  | није носитељка    |
| 2015   | није носитељка    | 23rd             | 15.              | 14.               |
| 2016   | 11.               | 8.               | 11.              | 15.               |
| 2017   | 12.               | 30.              | 19.              | није учествовала  |
| 2018   | није учествовала  | није учествовала | није учествовала | заштићени ренкинг |
| 2019   | заштићени ренкинг | није се квалиф.  | није носитељка   | није носитељка    |
| 2020   | није учествовала  |                  |                  |                   |

## Опрема и спонзори
Бачински тренутно сарађује са компанијом Le Coq Sportif и користи Babolat рекете. У претходном току каријере, сарађивала је са спортским компанијама Лакост, Асикс и Најки.
Осим тога, Бачински је амбасадор јапанске фабрике аутомобила, Хонда.